# الآريون الأصليون

الآريون الأصليون، أو نظرية خارج الهند، هي الفكرة القائلة إن الآريون هم السكان الأصليون لشبه القارة الهندية، وأن اللغات الهندوأوروبية انتشرت من موطنها في الهند إلى مواقعها الحالية. وفقًا للتواريخ الفيدية-البورانية، تقترح الرؤية الأصلية تاريخًا أقدم مما هو مقبول عامةً للفترة الفيدية، وتجادل هذه الرؤية ان حضارة وادي السند هي حضارة فيدية. تُقدم هذه الرؤية بصفتها بديلًا لنموذج الهجرة المؤسَس، والذي يقترح سهوب البونتك كمنطقة أصل اللغات الهندوأوروبية.
يستند المقترح على رؤى دينية وتراثية للتاريخ والهوية الهندية، ويلعب دورًا أساسيًا في سياسة هندوتفا. يوجد الجدال بشكل أساسي بين علماء الدين الهندوسي والتاريخ والأركيولوجيا الهندية، ولا يدعمه أي شيء في البحوث السائدة.

## خلفية تاريخية
تُعد نظرية هجرة الهندوآريين الرؤية المعيارية لأصول الهندوآريين، والتي تنص أنهم دخلوا الشمال الغربي للهند عام 1500 قبل الميلاد. هناك رؤية بديلة وهي أن الآريين هم السكان الأصليين للهند والتي تتحدى الرؤية المعيارية. في ثمانينيات وتسعينيات القرن العشرين، ظهر موقع السكان الأصليين إلى واجهة النقاش العام.

### نظرية هجرة الهندوآريين
تفترض نظرية هجرة الهندوآريين تقديم اللغات الهندوآرية في جنوب آسيا من خلال هجرة المتحدثين باللغات الهندوأوروبية من موطنهم الأصلي في سهوب البونتك عن طريق آسيا الوسطى إلى الشرق وجنوب آسيا وآسيا الداخلية (ووسون ويوزهي). تُعد هذه النطرية جزءًا من فرضية كورغان/ نظرية السهب المنقح، والتي تصف بإسهاب انتسار اللغات الهندوأوروبية في غرب أوروبا من خلال هجرة المتكلمين باللغات الهندوأوروبية.
توفر اللغويات التاريخية أساس النظرية، نحلل تطور وتغير اللغات، وتأسيس علاقات بين اللغات الهندوأوروبية المختلفة، بما في ذلك الخط الزمني لتطورها. توفر أيضًا معلومات حول الكلمات المشتركة ومنطقة اتصال أصل الهندوأوروبيين، والألفاظ المحددة التي تُنسب إلى مناطق بعينها. تُعد التحاليل والبيانات اللغوية مكملةً للبيانات الأركيولوجية والحجج الأنثروبولوجية والتي توفر مع بعضها نموذجًا متماسكًا مقبول على نطاق واسع.
في هذا النموذج، تُعد ثقافة يامنا أول البقايا الأركيولوجية للهندوأوروبيين والتي انتشرت شرقًا وأنشأت ثقافة سينتاشتا (2100-1800 قبل الميلاد) وتطورت منها ثقافة أندرونوفو (1800-1400 قبل الميلاد). أنتج التفاعل مع مزيج باكتريا-ميغرانا الأركيولوجي (2300-1700 قبل الميلاد) الهندوإيرانيين، الذين انقسموا إلى هندوآريين وإيرانيين حوالي 1800 قبل الميلاد. هاجر الهندوآريين إلى الشرق وشمال الهند ومن المحتمل أيضًا على آسيا الداخلية.
لا تُعد الهجرة إلى شمال الهند ذات حجم سكان كبير بالضرورة، ولكنها تألفت من مجموعات صغيرة، من المحتمل أن تكون ذات قوام عرقي وجيني غير متجانس، الذين قدموا لغتهم ونظامهم الاجتماعي إلى المنطقة الجديدة. قلدت مجموعات أكبر هذا السلوك، واعتمدت اللغة والثقافة الجدد. يشير فيتزل إلى أن الحركات الرعوية شبه السنوية الصغيرة بين سهول السند والأراضي العليا الأفغانية والبالوشية مستمرة حتى هذا اليوم.

### نظرية الغزو الآري
تُعد نظرية الغزو الآري إصدارًا منتهي الصلاحية للنموذج أعلاه. في خمسينيات القرن التاسع عشر، قدم ماكس مولر فكرة وجود عرقين آريين، الأول غربي والآخر شرقي، الذين هاجروا من القوقاز إلى أوروبا والهند على التوالي. قسّم مولر المجموعتين، ناسبًا بروزًا أكبر للفرع الغربي. علاوةً على ذلك كان الفرع الشرقي للعرق الآري أقوى من السكان الأصليين الشرقيين، الذين كان من السهل غزوهم. بحلول ثمانينيات القرن التاسع عشر، تبنى علماء الإثنيات العنصريون هذه الأفكار. على سبيل المثال، بصفته مناصرًا لعلم الأعراق، استخدم المسؤول الاستعماري هيربيرت هوب رايزلي (1851-1911) نسبة عرض الأنف إلى طوله لتقسيم الشعب الهندي إلى أعراق آرية ودرافيدية إضافةً لسبع طوائف أخرى.
غُذيت فكرة الغزو الآري من خلال اكتشاف حضارة وادي السند، والتي انحسرت في وقت الهجرة الهندوآرية، ما يقترح غزوًا مدمرًا. طُورت هذه الحجة من قبل الأركيولوجي مرتيمر فيلر الذي عاش في منتصف القرن العشرين، الذي فسر ظهور العديد من الجثث غير المدفونة في أعلى مستويات موهينجو-دارو بصفتهم ضحايا للغزو. وصرّح تصريحه المشهور أن الإله الفيدي إندارا مُتهم بتدمير حضارة السند. جادل النقاد العلميون أن فيلر أساء تفسير دليله وأن الهياكل العظمية يمكن تفسيرها بصورة أفضل بصفتها مدفونة على عجل، وليست ضحايا غير مدفونة لمذبحة ما.
نُبذت نظرية الغزو الآري في الأوساط العلمية السائدة منذ ثمانينيات القرن العشرين، واستُبدلت بنماذج أكثر تطورًا. علاوةً على ذلك، استُخدمت كفزاعة لمهاجمة نظرية الهجرة الهندوآرية. وفقًا لفيتزل، انتُقد نموذج الغزو من قبل الآريين الأصليين لنبرته العنصرية والاستعمارية:
«يُنظر إلى نظرية هجرة الآريين المتحدثين باللغات الهندوأوروبية (الغزو الآري) كأداة لتبرير تدخل بريطانيا في الهند ودورها الاستعماري اللاحق: في كلتا الحالتين، يُرى العرق الأبيض كمُخضِع للسكان المحليين ذوي اللون الأغمق».
بينما وفقًا لكوينراد إلست، الداعم للآريين الأصليين:
«إن النظرية التي نحن بصدد نقاش دليلها اللغوي، تُعرف على نطاق واسع بنظرية الغزو الآري. سأحافظ على هذا المصطلح رغم الاعتراض العلمي عليه، إذ أفضل مصطلح الهجرة على مصطلح الغزو. يترك المشهد اللغوي الهندي المجال مفتوحًا لتفسيرين: إما أن الهندوآرية كانت أصلية أو انها استوردت من خلال غزو».

### الآرية الأصلية
بدأ الموقف الأصلي يتخذ شكلًا بعد اكتشاف حضارة هارابان والتي سبقت الفيديين. وفقًا لهذه الرؤية البديلة، الآريون هم السكان الأصليون للهند، وحضارة السند هي الحضارة الفيدية، وعمر الفيديون أكبر من ألفيتين قبل الميلاد، ولا يوجد انقطاع بين الجزء الهندوأوروبي (الشمالي) في الهند والجزء الدرافيدي (الجنوبي)، وأن اللغات الهندوأوروبية انتشرت من موطنها الأصلي إلى مواقعها الحالية.
ترتكز هذه الأفكار على البوراناس والمهاباهرتا والراميانا، والتي تحتوي على قوائم الملوك والأنساب المستخدمة لإنشاء التقسيم الزمني التراثي للهند القديمة. يتبع الأصليون الأجندة البورانية، ما يؤكد ان هذه القوائم تعود إلى أربع ألفيات قبل الميلاد. نقل ميغاسثينيس، السفير الإغريقي إلى بلاط ماوريا في باتنا حوالي 300 قبل الميلاد، أنه سمع بقائمة تراثية لمئة وثلاثة وخمسين ملكًا تغطي 6042 عامًا، ما بعد البداية التراثية للكاليوغا عام 3102 قبل الميلاد. ترتكز القوائم الملكية على تراث سوتا الباردي، واشتُقت من قوائم نُقلت شفهيًا وأعيد تشكيلها بصورة مستمرة.
تُعد هذه القوائم مكملةً للتفسيرات الفلكية، والتي تُستخدم أيضًا للوصول إلى تأريخ أبكر للريغفيدا. يأتي إلى جانب هذا إعادة التأريخ للشخصيات والأحداث، وفيها يعود تاريخ بوذا إلى 1700 قبل الميلاد أو حتى 3139 قبل الميلاد، واستُبدل شاندراغوبتا ماوريا (300 قبل الميلاد) بشاندراغوبتا ملك الغوبتا. يشير إلست إلى أن:
«في أغسطس عام 1995، مرر جمع من 43 مؤرخ وعالم أركيولوجيا من جامعات جنوب الهند (بمبادرة من البروفيسور ك. م. راو والدكتور ن. ماهالينغام والدكتور س. د. كولكاراني) قرارًا يُصلح تأريخ حرب الباهاراتا لتصبح 3139-3138 قبل الميلاد معلنين أن هذا التاريخ هو الصحيح للتقسيم الزمني للهند».
يعطي الأساس الفيدي تقسيمًا زمنيًا للهند القديمة (باهاراتا)، والتي بدأت عام 3228 قبل الميلاد مع نزول بهاغوان كريشنا. يعوج تاريخ حرب المهاباهارتا إلى 3139 قبل الميلاد، بينما يعود تاريخ بعض السلالات الأخرى إلى ألفية قبل ذلك، يعود تاريخ غوتاما بوذا إلى 1894-1814 قبل الميلاد، ويعود تاريخ جاغاجورو شانكراشاريا إلى 509-477 قبل الميلاد. تدعي هذه الأفكار وجود تطور ثقافي متواصل في الهند، ما يُنكر أي انقطاع بين فترتي الهارابان والفيدية:
«يجب أن تُرى الحضارة الهندية على أنها تراث غير متقطع يعود إلى أبكر مراحل التراث السيندو-سارافستي (السند) (7000 أو 8000 عام قبل الميلاد).
تناشب فكرة الآرية الأصلية أفكار التراث الهندوسي للتاريخ الديني، أي أن الهندوسية لها أصول غير محدودة زمنيًا، إذ سكن الآريون الفيديون الهند منذ عصور غابرة. ينص الأساس الفيدي على ما يلي:
«إن تاريخ بهاراتفارش (والتي تُدعى الآن بالهند) هو وصف المجد الخالد للآلهة رفيعة المقام الذين لم يزينوا تربة الهند فقط بحضورهم وذكائهم الإلهي، بل أظهروا وكشفوا طريق السلام والسعادة والتنوير الإلهي لأرواح العالم التي ما تزال الإرشاد لمحبي الله الحقيقيين الذين يرغبون بتذوق حلاوة الحب الإلهي بأسلوب حميمي».